# Des Arc (Arkansas)
Des Arc é uma cidade localizada no estado americano de Arkansas, no Condado de Prairie.

## Demografia
Segundo o censo americano de 2000, a sua população era de 1933 habitantes.
Em 2006, foi estimada uma população de 1785, um decréscimo de 148 (-7.7%).

## Geografia
De acordo com o United States Census Bureau, a localidade tem uma área de 5,3 km², sem área coberta por água.

## Localidades na vizinhança
O diagrama seguinte representa as localidades num raio de 24 km ao redor de Des Arc.